# 東京都道404号皇居前東京停車場線

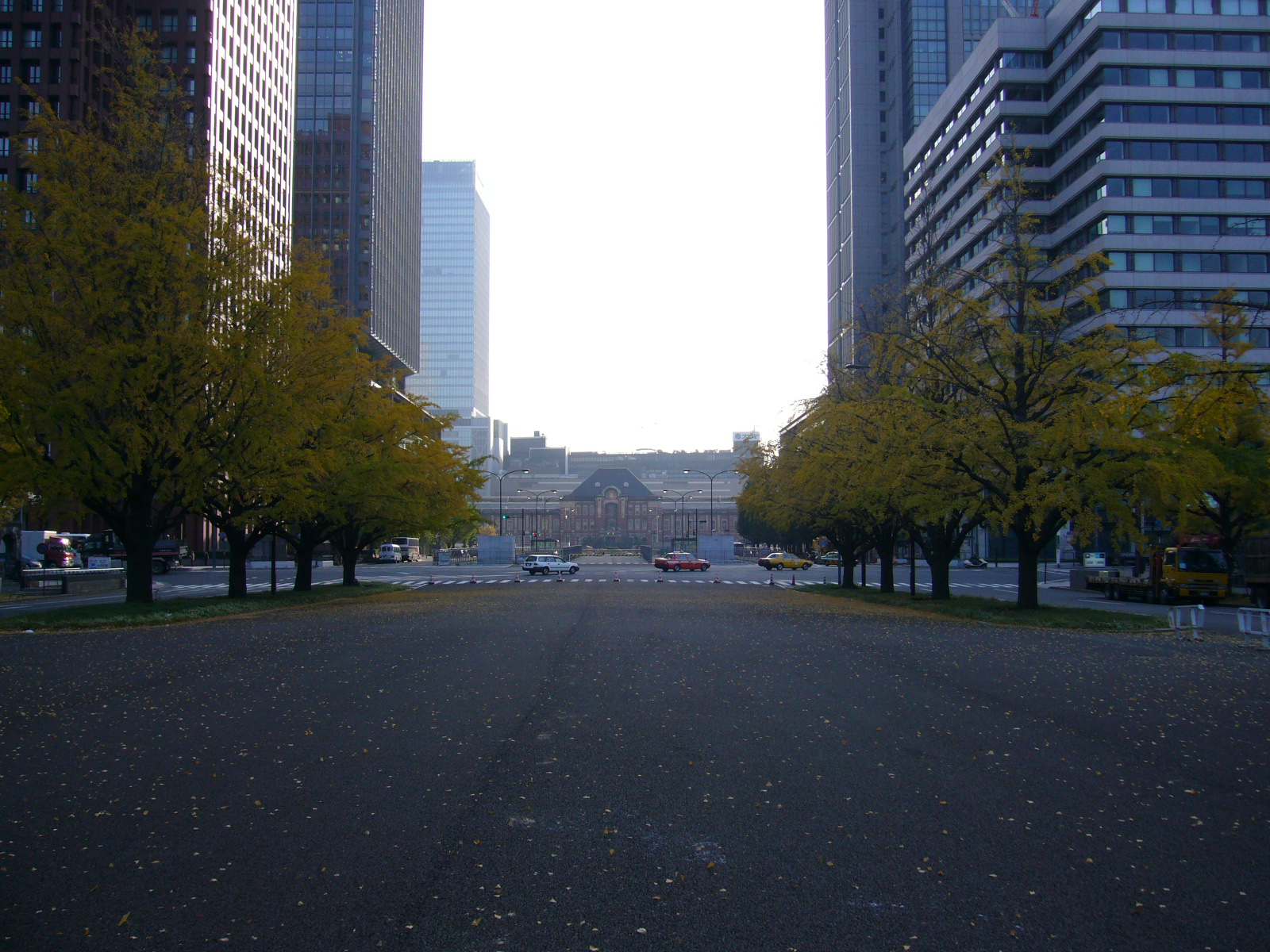
朝の行幸通り中央車線（再整備前 2007年11月18日）

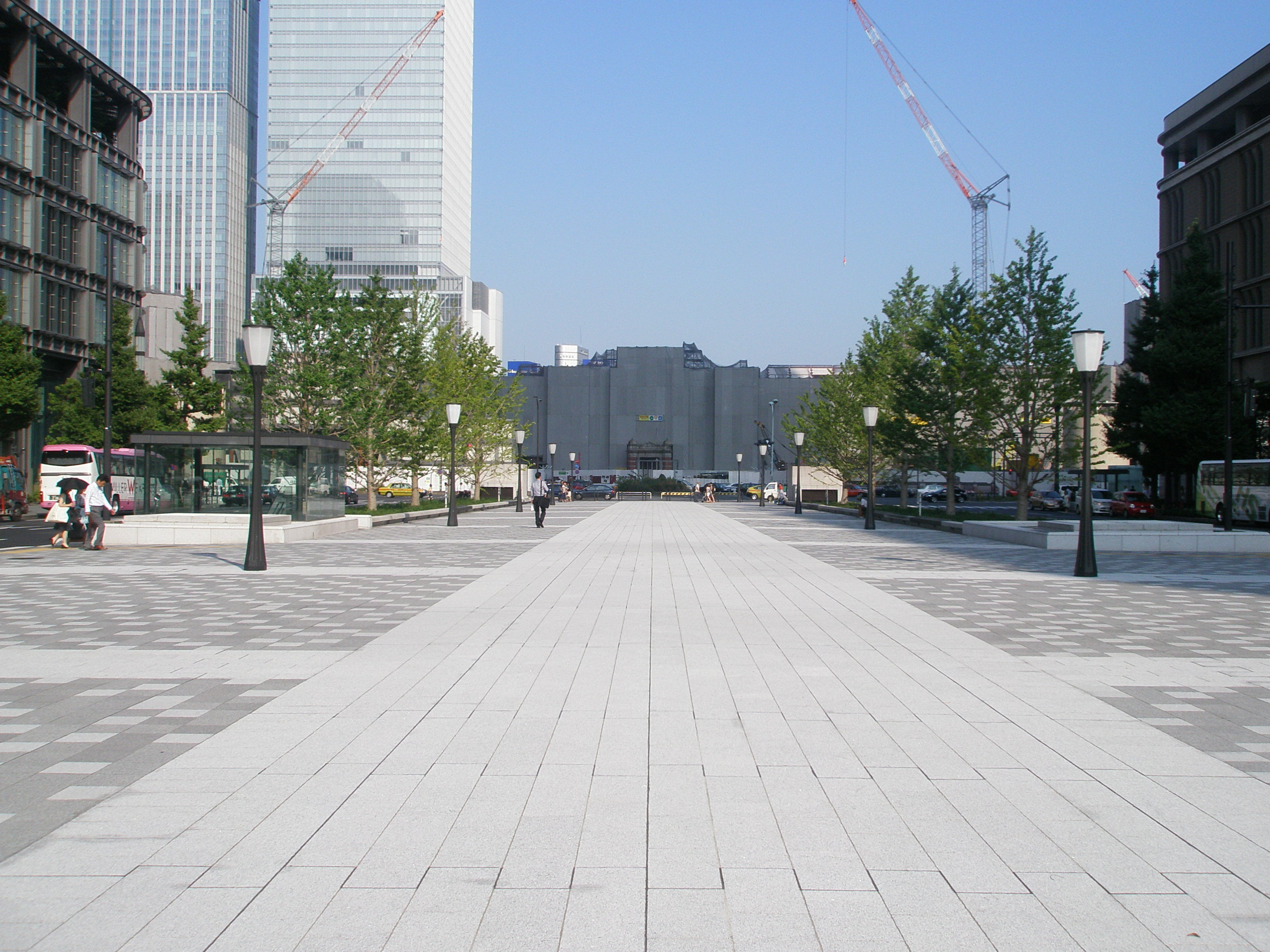
再整備後の行幸通り（2010年8月21日）

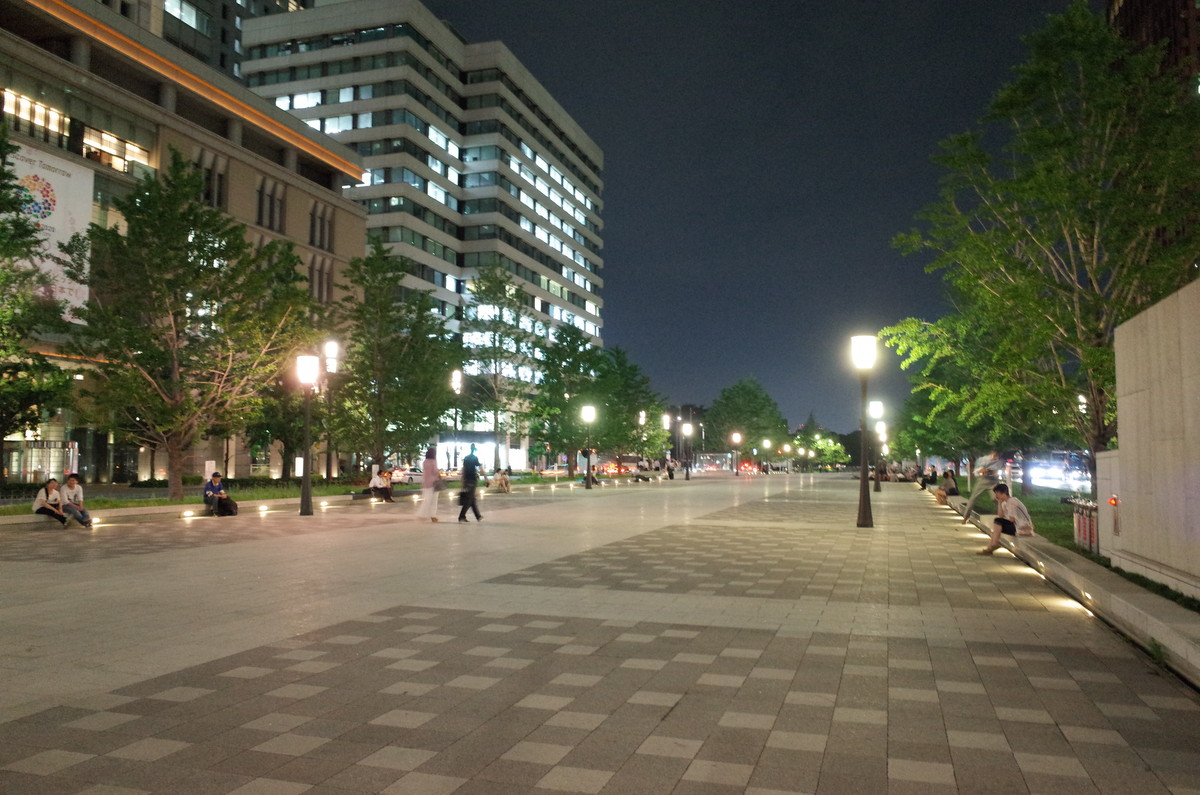
夜9時頃の行幸通り（2013年7月5日）

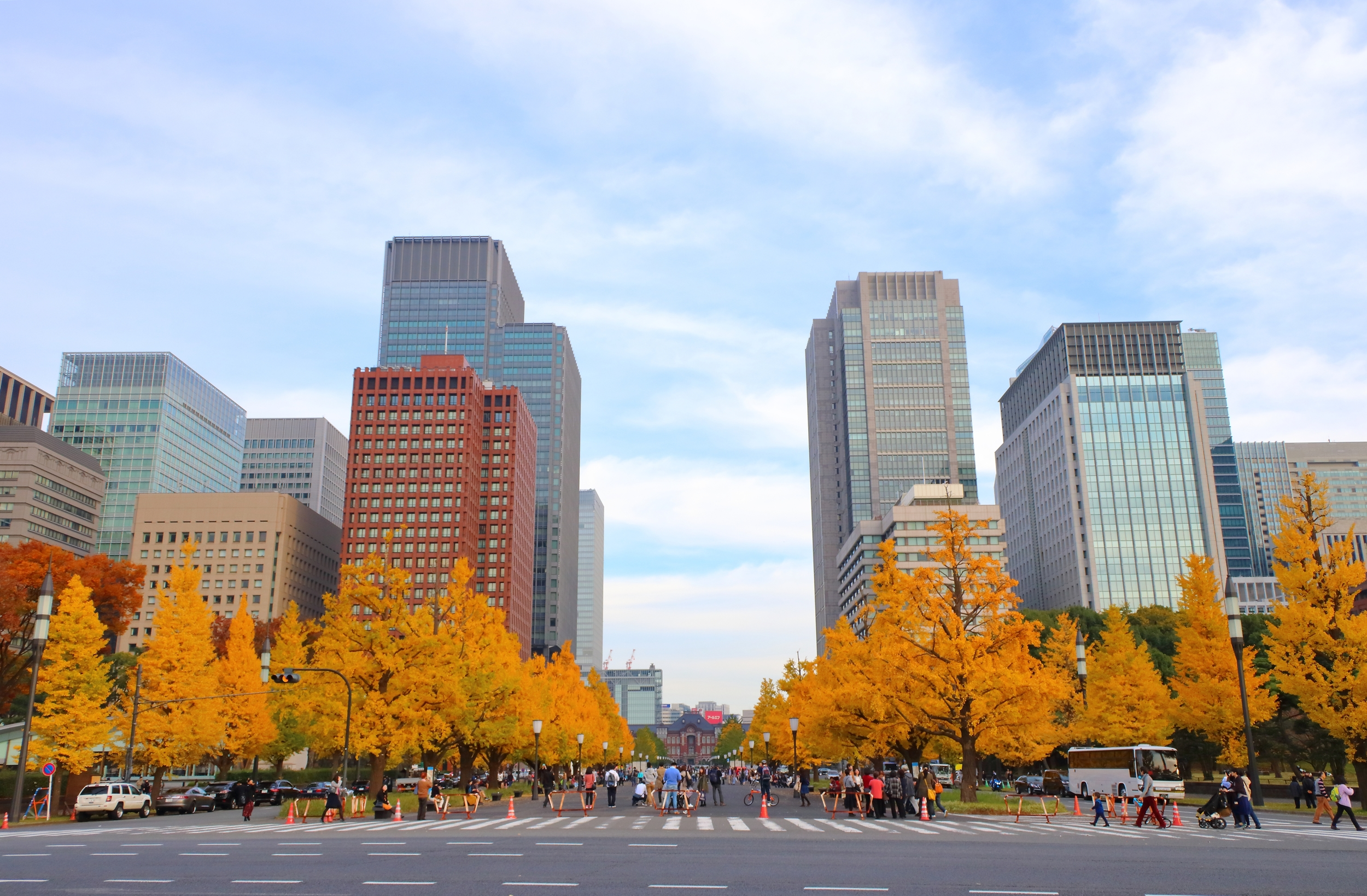
秋は紅葉でにぎわう（2016年11月22日）

東京都道404号皇居前東京停車場線（とうきょうとどう404ごう こうきょまえとうきょうていしゃじょうせん）は、東京都千代田区皇居外苑の皇居前広場北部から同区丸の内の東京駅中央口交差点までを結ぶ特例都道である。
天皇が行幸するため皇居（宮城）から東京駅までの移動に利用した道路であるところから、行幸通り（ぎょうこうどおり、みゆきどおり）とも名づけられている。

## 概要
帝都復興院の関東大震災後の震災復興再開発事業の一環として、和田倉門から東京駅に通じる幅員73メートルの東京市を代表する広規格道路として計画、建設された。実際には和田倉門（和田倉橋）から100メートルほど南に新設され、桔梗門（内桜田門）と東京駅を結ぶ線上にあり、起点付近には警視庁丸の内警察署桔梗門警備派出所が設置されている。なお、桔梗門には皇宮警察本部坂下護衛署桔梗門警備派出所も設置されている。
当初は道路中央から高速車線、イチョウ並木、緩速車線、歩道の配置だったが、一時期、中央車線は天皇の行幸と信任状捧呈式に向かう外国大使の送迎の車馬が通行する時にのみ使用される専用道となり一般車の通行は禁止された。その後、中央車線は再整備され、2010年（平成22年）4月12日に歩道兼馬車道として交通開放され、都民や近隣オフィスで働く人々の集いの空間となっている。ただし、行幸や信任状捧呈の車馬が通行する時のみは専用道として一般歩行者の通行が制限される。
道路中央の石畳の両側には、東京都の都木でもあるイチョウが植えられていて、行幸通りの地下のギャラリーへと通じる入口も設けられている。
景観を配慮した東京都を代表する道路空間として高く評価されて、東京駅丸の内駅前広場とともに、グッドデザイン賞の審査委員会により特に高い評価を得た受賞対象100件に選ばれた「2018年度グッドデザイン・ベスト100」を受賞している。また土木学会デザイン賞を「行幸通り・行幸地下通路」で2015年に奨励賞、東京駅丸の内駅前広場及び行幸通り整備（東京駅丸の内駅舎から皇居に至る一体的な都市空間整備）で2020年に最優秀賞を受賞している。

## 歴史
- 1923年（大正12年）9月27日 : 帝都復興院が設立され、関東大震災後の震災復興再開発事業による再整備が始まる。
- 1924年（大正13年）9月：着工。
- 1926年（大正15年）7月：完成。
- 2007年（平成19年）4月19日：東京駅中央口交差点から和田倉門交差点までの地下に「東京都市計画道路特殊街路千代田歩行者専用道第5号線」（行幸地下通路）が完成し、交通開放される[7]。
- 2010年（平成22年）4月12日：東京駅中央口交差点から和田倉門交差点までの地上の再整備工事が完了し、内側の道路が歩道兼馬車道として交通開放される。

## 接続路線
| 交差する道路                            | 交差点名     | 所在地   |
| --------------------------------------- | ------------ | -------- |
| 東京都道301号白山祝田田町線（内堀通り） |              | 千代田区 |
| 国道1号（日比谷通り）                   | 和田倉門     | 千代田区 |
| 東京都道402号錦町有楽町線（昌平橋通り） | 東京駅中央口 | 千代田区 |